# Adrian Mutu
Adrian Mutu (n. 8 ianuarie 1979, Călinești, România) este un fotbalist român retras din activitate, care a jucat pe post de atacant la echipe ca Fiorentina, Ajaccio și Hellas Verona. Pe plan internațional, are prezențe la națională pentru România, România Sub-19 și România Sub-21. După încheierea carierei, a devenit antrenor, și a antrenat, printre altele, Rapid, România Sub-21 și Neftçi Baku.
În timpul carierei de fotbalist, a fost supranumit Briliantul, și a evoluat pe postul de atacant sau extremă stânga. Este cel mai bun marcator din istoria naționalei României, cu 35 de goluri înscrise, record pe care îl împarte cu Gheorghe Hagi.

## Cariera de club

### FC Argeș Pitești (1996-1998)
Adrian Mutu și-a început cariera profesionistă de fotbalist la FC Argeș Pitești, unde a marcat 11 goluri în 41 de jocuri, până a fost vândut pentru 600.000 € (760.000$) la Dinamo București.

### Dinamo București (1998-1999)
Perfomanțele imense ale lui Mutu au început să se vadă cu ajungerea la Dinamo. A înscris 26 goluri în 18 de jocuri, având un rol foarte important la câștigarea campionatului și a cupei României de către Dinamo, dar în retur, a fost transferat la Inter.

### Inter Milano (1999-2000)
După ce a fost transferat la Inter, pentru 1.200.000 € (1.500.000$), Mutu n-a reușit să se impună în Serie A, unde a jucat doar 10 meciuri și n-a marcat deloc. Însă în Cupa Italiei a jucat 4 meciuri, marcând 2 goluri. Apoi a fost transferat la Hellas Verona pentru 4.000.000 € (5.100.000$).

### Hellas Verona (2000-2002)
În 2000, Adrian Mutu a fost transferat la Hellas Verona în tranzacție de co-proprietate, contra sumei de 7.500 milioane de lire (€3.873.427). În iunie 2001, Hellas Verona l-a cumpărat definitiv pe Mutu, pentru 5.100 milioane de lire (€2.633.930).
La Verona, Mutu a împărțit vestiarul cu Martin Laursen. Laursen spunea despre Mutu că „Era foarte dotat tehnic, însă nu era tot timpul profesionist”.
Pentru Verona Mutu a marcat 17 goluri în 62 de meciuri, un golaveraj de care Parma a fost impresionată și a plătit pentru el 10.000.000 € (12.700.000$).

### Parma (2002-2003)
În sezonul 2002–03, Mutu a fost împrumutat la Parma cu opțiunea de cumpărare definitivă.
Sezonul lui Mutu la AC Parma a fost cel mai prolific din cariera lui în Serie A. A marcat 18 goluri în 31 de meciuri în Serie A, ajutând-o pe Parma să se califice în Cupa UEFA. Mutu a fost considerat cel mai bun jucător al Parmei din sezonul 2002-2003, încât i s-a acordat titlul de căpitan în sezonul următor. Totuși, n-a ajuns căpitan, fiindcă a fost achiziționat de noul patron al echipei Chelsea Londra, la vremea aceea, Roman Abramovici.

### Chelsea Londra (2003-2004)
În august 2003, Chelsea i-a plătit Parmei 22,5 milioane € (cca £15.8 mln) pentru transferul lui Mutu. La Chelsea Mutu a debutat cu patru goluri în trei meciuri, inclusiv o dublă în victoria cu 4–2 asupra rivalilor londonezi Tottenham Hotspur, dar, ulterior, golurile sale „s-au mai rărit” spre finalul sezonului. Sosirea lui Jose Mourinho la Chelsea a adus certuri între ei, acuzându-se reciproc de minciuni. În septembrie 2004, a fost găsit pozitiv cu cocaină la un test anti-doping. A fost concediat de club și suspendat 7 luni, de la data de 29 octombrie 2004 până în 18 mai 2005, și amendat cu 20.000 £ de către Federația Engleză de Fotbal. Clubul englez susține că, prin comportamentul său, Adrian Mutu a provocat grupării o pierdere de 13 milioane de lire sterline. Mutu a fost iertat de către Roman Abramovici și nu a mai fost nevoit să plătească dauna.

### Juventus Torino (2005-2006)
Pe 12 ianuarie 2005, Mutu a semnat un contract pe 5 ani cu gruparea italiană, Juventus Torino, când încă era suspendat, neputând să joace în primele cinci luni de contract. Și-a făcut prima apariție pentru Juventus în minutul 57, la ultimul meci de campionat al lui Juve, 4-2 cu Cagliari Calcio, pe 29 mai 2005. Din sezonul 2005-2006, a început ca rezervă, dar perfomanțele sale (7 goluri în 20 meciuri cu Juventus și 5 goluri în 5 meciuri cu România) l-au propulsat spre primul 11. Clubul Juventus a fost însă retrogradat în 2006 din cauza scandalului Calciopoli și, ca și mulți dintre jucătorii clubului torinez, Mutu a plecat de la club.

### Fiorentina (2006-2011)

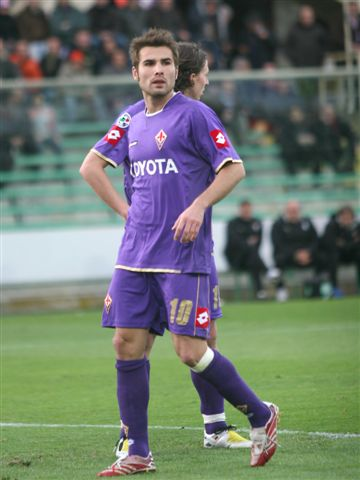
Adrian Mutu jucând pentru Fiorentina

La 8 iulie 2006, echipa din Florența a anunțat că a semnat contractul cu Mutu, pentru suma de 8.000.000 €. În 17 meciuri a marcat 10 goluri și este pe locul trei al clasamentului de golgeteri în Serie A, după Totti și Spines.
Este ales cel mai bun jucător din Serie A în sezonul 2006/2007 și primește oferte de la Real Madrid și alte mari echipe. Cu toate acestea, decide să rămână la gruparea "Viola".
În sezonul 2007/2008 reușeste să fie cel mai prolific atacant român înscriind 17 goluri. Devine cel mai bun stranier din Serie A.
Pe data de 28 ianuarie 2010, a fost depistat pozitiv cu sibutramină la un control anti-doping, și a primit o suspendare de nouă luni, urmând să poată juca din nou un meci oficial la finalul lunii octombrie.
Mutu se întoarce în fotbal după suspendarea de nouă luni, iar presa din Italia îl anunță titular pentru meciul disputat împotriva Cataniei.
După scandalul cu Sinisa Mihajlovici (5 ianuarie 2011), antrenorul actual al Fiorentinei (11 ianuarie 2011) clubul italian a anunțat că l-a exclus de la antrenamentele echipei pe Adrian Mutu , deoarece fotbalistul român nu a respectat prevederile contractului. După o lună a fost reprimit în lot, după ce și-a încheiat socotelile cu impresarii Victor și Ioan Becali, care se pare că nu erau acceptați de conducerea clubului..
De la începutul anului 2011 au apărut zvonuri cum că Mutu s-ar putea să se despartă de Fiorentina. Grație salariului său mare de 2 milioane de euro pe sezon, și în urma performanțelor slabe din ultimul timp la echipa de club, acesta a fost pus pe lista de transferuri. Mai multe echipe și-au arătat interesul de a-l cumpăra pe atacantul român, printre care Cesena și Galatasaray, însă nici una dintre părți nu a reușit să ajungă la un comun acord.

### Cesena (2011-2012)
Pe data de 23 iunie 2011 Mutu a semnat cu Cesena un contract pe 2 ani cu posibilitate de prelungire pe încă un sezon. Salariul este estimat la suma de 1,8 milioane de euro pe an. Se pare că Fiorentina l-a cedat gratis pe Briliant. Prima declarație a lui Mutu după transfer a fost: „Sunt fericit ca am ajuns la Cesena. Încep o nouă aventură și vreau să ajung cu Cesena în Europa. Îi mulțumesc Fiorentinei pentru cei 5 ani minunați”.
Prin transferul la Cesena, Adrian Mutu a devenit al patrulea jucător din secolul XXI care joacă pentru 6 cluburi diferite din Serie A, la fel ca Appiah, Makinwa și Budan. Adrian Mutu a evoluat în Italia la Inter Milano, Hellas Verona, AC Parma, Juventus, Fiorentina și la Cesena. La Cesena a debutat în meciul Cesena - Napoli scor 1-3, Mutu nu a marcat.

### Ajaccio (2012)
În anul 2012, Adrian Mutu, s-a transferat ca jucător liber de contract, la echipa franceză Ajaccio. A semnat un contract valabil pe trei sezoane, salariul fiind estimat la suma de 1 milion de euro. Mutu s-a declarat încântat de noua sa echipă: „Sunt foarte fericit, sper să îmi păstrez entuziasmul și să reușesc lucruri importante. De ce am ales să vin aici? Așa am simțit, am ales cu inima”.
Meciul de debut al atacantului a avut loc pe 16 septembrie 2012, împotriva echipei Lyon. Românul a intrat în minutul 62 al partidei, însă echipa sa a pierdut cu scorul de 2-0. În sezonul 2012-2013, românul a reușit să marcheze de 11 ori în 24 de meciuri pentru echipa franceză, fiind un jucător de bază pentru gruparea sa.

### Petrolul Ploiești (2014)
Pe data de 14 ianuarie 2014 a semnat un contract pe un an și jumătate cu Petrolul Ploiești, după despărțirea de comun acord cu formația AC Ajaccio, la echipa ploieșteană fiind prezentat în fața a peste 10.000 de oameni.

## Cariera internațională
Din 2000, de la meciul de debut cu Grecia, Mutu a jucat pentru România 71 de meciuri și a marcat 35 goluri. Turneele internaționale la care a evoluat Mutu au fost Euro 2000 și Campionatul European de Fotbal 2008, unde a marcat singurul gol al naționalei române în meciul contra Italiei, dar a și ratat un penalty în ultimele 10 minute ale aceluiași meci. În martie 2008 a primit Medalia „Meritul Sportiv” clasa a III-a, pentru rezultatele obținute în preliminariile Campionatului European și pentru calificarea la turneul final din 2008.

## Cariera de antrenor
Mutu și-a început cariera de antrenor în aprilie 2018 când a preluat conducerea tehnică a echipei Voluntari cu care a semnat un contract pentru doi ani, înlocuindu-l pe Claudiu Niculescu. Mandatul său a durat însă doar două luni. A salvat echipa de la retrogradare, câștigând barajul cu Chindia Târgoviște, dar conducerea clubului l-a demis la data de 14 iunie.
În iulie 2018, Mutu a devenit antrenorul echipei de rezerve a clubului Al Wahda din Emiratele Arabe Unite. S-a despărțit de Al Wahda în ianuarie 2020, când a preluat echipa națională de tineret a României. Cu Mutu la conducere, România U21 s-a calificat la Campionatul European U21 din anul 2021. La turneul final, deși România nu a pierdut vreun meci, remizând cu Țările de Jos și Germania și învingând Ungaria, tricolorii mici nu au trecut de faza grupelor.
În mai 2021, Mutu și-a reziliat contractul cu Federația Română de Fotbal și a devenit antrenor principal la FC U Craiova 1948, echipă nou-promovată în Liga I. După un start bun de sezon, Adrian Mutu a ajuns la 7 partide fără victorie pe banca oltenilor (3 remize și 4 eșecuri) și după înfrângerea suferită în derbiul cu CS Universitatea Craiova, în 4 octombrie 2021 contractul său a fost reziliat.
La 11 iulie 2023, Mutu a devenit antrenorul echipei azere Neftci Baku cu care a semnat un contract pe doi ani și la conducerea căreia îl înlocuiește pe Laurențiu Reghecampf. S-a despărțit de echipa azeră la 24 decembrie 2023.
În ianuarie 2024, Mutu a revenit în România și a fost numit antrenor principal al echipei CFR Cluj. A debutat cu o victorie clară pe banca CFR-ului, 4-1 cu FC Voluntari. A demisionat din funcție după doar 11 partide în care echipa a înregistrat 5 victorii, 3 rezultate de egalitate și 3 înfrângeri.
În ianuarie 2025 a devenit antrenorul echipei Petrolul Ploiești, dar și-a reziliat contractul la jumătatea lunii martie a aceluiași an.

## Statistici
La 4 mai 2013.

### Club
| Sezon            | Club              | Campionat        | Campionat | Campionat | Cupă    | Cupă   | Europa  | Europa | Altele  | Altele | Total   | Total  |
| Sezon            | Club              | Campionat        | Meciuri   | Goluri    | Meciuri | Goluri | Meciuri | Goluri | Meciuri | Goluri | Meciuri | Goluri |
| ---------------- | ----------------- | ---------------- | --------- | --------- | ------- | ------ | ------- | ------ | ------- | ------ | ------- | ------ |
| 1996–97          | Argeș Pitești     | Divizia A        | 5         | 0         | -       | -      | -       | -      | -       | -      | 5       | 0      |
| 1997–98          | Argeș Pitești     | Divizia A        | 21        | 4         | -       | -      | -       | -      | -       | -      | 21      | 4      |
| 1998–99          | Argeș Pitești     | Divizia A        | 15        | 7         | -       | -      | 6       | 3      | -       | -      | 21      | 10     |
| 1998–99          | Dinamo București  | Divizia A        | 15        | 4         | 2       | 0      | -       | -      | -       | -      | 17      | 4      |
| 1999–00          | Dinamo București  | Divizia A        | 18        | 18        | 3       | 3      | 3       | 4      | -       | -      | 24      | 25     |
| 1999–00          | Internazionale    | Serie A          | 10        | 0         | 4       | 2      | -       | -      | -       | -      | 14      | 2      |
| 2000–01          | Verona            | Serie A          | 25        | 4         | 1       | 1      | -       | -      | -       | -      | 26      | 5      |
| 2001–02          | Verona            | Serie A          | 32        | 12        | 2       | 0      | -       | -      | -       | -      | 34      | 12     |
| 2002–03          | Verona            | Serie B          | -         | -         | 2       | 0      | -       | -      | -       | -      | 2       | 0      |
| 2002–03          | Parma             | Serie A          | 31        | 18        | 1       | 0      | 4       | 4      | -       | -      | 36      | 22     |
| 2003–04          | Chelsea           | Premier League   | 25        | 6         | 3       | 3      | 7       | 1      | 1       | 0      | 36      | 10     |
| 2004–05          | Chelsea           | Premier League   | 2         | 0         | -       | -      | -       | -      | -       | -      | 2       | 0      |
| 2004–05          | Juventus          | Serie A          | 1         | 0         | -       | -      | -       | -      | -       | -      | 1       | 0      |
| 2005–06          | Juventus          | Serie A          | 32        | 10        | 4       | 3      | 8       | 1      | 1       | 0      | 45      | 14     |
| 2006–07          | Fiorentina        | Serie A          | 33        | 16        | 2       | 1      | -       | -      | -       | -      | 35      | 17     |
| 2007–08          | Fiorentina        | Serie A          | 29        | 17        | 1       | 0      | 10      | 6      | -       | -      | 40      | 23     |
| 2008–09          | Fiorentina        | Serie A          | 19        | 13        | 1       | 0      | 9       | 2      | -       | -      | 29      | 15     |
| 2009–10          | Fiorentina        | Serie A          | 11        | 4         | 2       | 4      | 6       | 3      | -       | -      | 19      | 11     |
| 2010–11          | Fiorentina        | Serie A          | 20        | 4         | -       | -      | -       | -      | -       | -      | 20      | 4      |
| 2011–12          | Cesena            | Serie A          | 28        | 8         | 1       | 1      | -       | -      | -       | -      | 29      | 9      |
| 2012–13          | Ajaccio           | Ligue 1          | 26        | 11        | -       | -      | -       | -      | -       | -      | 26      | 11     |
| 2013–14          | Ajaccio           | Ligue 1          | 9         | 0         | -       | -      | -       | -      | -       | -      | 9       | 0      |
| 2013-14          | Petrolul Ploiești | Liga I           | 8         | 2         | -       | -      | -       | -      | -       | -      | 8       | 2      |
| 2014-15          | Petrolul Ploiești | Liga I           | 0         | 0         | -       | -      | 1       | 0      | -       | -      | 1       | 0      |
| Totaluri carieră | Totaluri carieră  | Totaluri carieră | 415       | 155       | 29      | 18     | 54      | 24     | 2       | 0      | 500     | 197    |

- Altele – League Cup (Chelsea) & Supercoppa Italiana (Juventus)[35]

### Internațional
| Echipa  | An    | Amicale | Amicale | Calificări | Calificări | Turnee  | Turnee | Total   | Total  |
| Echipa  | An    | Meciuri | Goluri  | Meciuri    | Goluri     | Meciuri | Goluri | Meciuri | Goluri |
| ------- | ----- | ------- | ------- | ---------- | ---------- | ------- | ------ | ------- | ------ |
| România | 2000  | 6       | 1       | 2          | 0          | 3       | 0      | 11      | 1      |
| România | 2001  | 1       | 0       | 5          | 0          | –       | –      | 6       | 0      |
| România | 2002  | 4       | 1       | 2          | 0          | –       | –      | 6       | 1      |
| România | 2003  | 5       | 3       | 5          | 4          | –       | –      | 10      | 7      |
| România | 2004  | 2       | 2       | 3          | 2          | –       | –      | 5       | 4      |
| România | 2005  | 1       | 0       | 4          | 5          | –       | –      | 5       | 5      |
| România | 2006  | 3       | 1       | 3          | 2          | –       | –      | 6       | 3      |
| România | 2007  | 3       | 2       | 6          | 4          | –       | –      | 9       | 6      |
| România | 2008  | 3       | 1       | 1          | 0          | 3       | 1      | 7       | 2      |
| România | 2009  | 0       | 0       | 2          | 0          | –       | –      | 2       | 0      |
| România | 2010  | 0       | 0       | 0          | 0          | –       | –      | 0       | 0      |
| România | 2011  | 0       | 0       | 5          | 5          | –       | –      | 5       | 5      |
| România | 2012  | 1       | 0       | 2          | 0          | –       | –      | 3       | 0      |
| România | 2013  | 0       | 0       | 2          | 1          | –       | –      | 2       | 1      |
| Total   | Total | 29      | 11      | 42         | 23         | 6       | 1      | 77      | 35     |

### Goluri internaționale
| #   | Data               | Stadion                                             | Oponent               | Scor | Rezultat | Competiția                                             |
| --- | ------------------ | --------------------------------------------------- | --------------------- | ---- | -------- | ------------------------------------------------------ |
| 1.  | 26 aprilie 2000    | Stadionul Gheorghe Hagi, Constanța, România         | Cipru                 | 1–0  | 2–0      | Meci amical                                            |
| 2.  | 17 aprilie 2002    | Stadionul Zdzisław Krzyszkowiak, Bydgoszcz, Polonia | Polonia               | 0–2  | 1–2      | Meci amical                                            |
| 3.  | 29 martie 2003     | Stadionul Lia Manoliu, București, România           | Danemarca             | 1–0  | 2–5      | Preliminariile Campionatului European de Fotbal 2004   |
| 4.  | 7 iunie 2003       | Stadionul Ion Oblemenco, Craiova, România           | Bosnia și Herțegovina | 1–0  | 2–0      | Preliminariile Campionatului European de Fotbal 2004   |
| 5.  | 20 august 2003     | Stadionul Șahtior, Donețk, Ucraina                  | Ucraina               | 0–1  | 0–2      | Meci amical                                            |
| 6.  | 20 august 2003     | Stadionul Șahtior, Donețk, Ucraina                  | Ucraina               | 0–2  | 0–2      | Meci amical                                            |
| 7.  | 6 septembrie 2003  | Stadionul Astra, Ploiești, România                  | Luxemburg             | 1–0  | 4–0      | Preliminariile Campionatului European de Fotbal 2004   |
| 8.  | 10 septembrie 2003 | Parken Stadium, Copenhagen, Denmark                 | Danemarca             | 1–1  | 2–2      | Preliminariile Campionatului European de Fotbal 2004   |
| 9.  | 11 octombrie 2003  | Stadionul Dinamo, București, România                | Japonia               | 1–0  | 1–1      | Meci amical                                            |
| 10. | 18 februarie 2004  | GSZ Stadium, Larnaca, Cipru                         | Georgia               | 1–0  | 3–0      | Meci amical                                            |
| 11. | 18 februarie 2004  | GSZ Stadium, Larnaca, Cipru                         | Georgia               | 2–0  | 3–0      | Meci amical                                            |
| 12. | 18 august 2004     | Stadionul Giulești, București, România              | Finlanda              | 1–0  | 2–1      | Calificările pentru Campionatul Mondial de Fotbal 2006 |
| 13. | 4 septembrie 2004  | Stadionul Ion Oblemenco, Craiova, România           | Macedonia de Nord     | 2–1  | 2–1      | Calificările pentru Campionatul Mondial de Fotbal 2006 |
| 14. | 17 august 2005     | Stadionul Gheorghe Hagi, Constanța, România         | Andorra               | 1–0  | 2–0      | Calificările pentru Campionatul Mondial de Fotbal 2006 |
| 15. | 17 august 2005     | Stadionul Gheorghe Hagi, Constanța, România         | Andorra               | 2–0  | 2–0      | Calificările pentru Campionatul Mondial de Fotbal 2006 |
| 16. | 3 septembrie 2005  | Stadionul Gheorghe Hagi, Constanța, România         | Cehia                 | 1–0  | 2–0      | Calificările pentru Campionatul Mondial de Fotbal 2006 |
| 17. | 3 septembrie 2005  | Stadionul Gheorghe Hagi, Constanța, România         | Cehia                 | 2–0  | 2–0      | Calificările pentru Campionatul Mondial de Fotbal 2006 |
| 18. | 8 octombrie 2005   | Helsinki Olympic Stadium, Helsinki, Finland         | Finlanda              | 0–1  | 0–1      | Calificările pentru Campionatul Mondial de Fotbal 2006 |
| 19. | 16 august 2006     | Stadionul Farul, Constanța, România                 | Cipru                 | 2–0  | 2–0      | Meci amical                                            |
| 20. | 6 septembrie 2006  | Stadionul Qemal Stafa, Tirana, Albania              | Albania               | 0–2  | 0–2      | Preliminariile Campionatului European de Fotbal 2008   |
| 21. | 7 octombrie 2006   | Stadionul Ghencea, București, România               | Belarus               | 1–0  | 3–1      | Preliminariile Campionatului European de Fotbal 2008   |
| 22. | 7 februarie 2007   | Stadionul Lia Manoliu, București, România           | Republica Moldova     | 2–0  | 2–0      | Meci amical                                            |
| 23. | 28 martie 2007     | Stadionul Ceahlăul, Piatra Neamț, România           | Luxemburg             | 1–0  | 3–0      | Preliminariile Campionatului European de Fotbal 2008   |
| 24. | 6 iunie 2007       | Stadionul Dan Păltinișanu, Timișoara, România       | Slovenia              | 1–0  | 2–0      | Preliminariile Campionatului European de Fotbal 2008   |
| 25. | 22 august 2007     | Stadionul Lia Manoliu, București, România           | Turcia                | 2–0  | 2–0      | Meci amical                                            |
| 26. | 8 septembrie 2007  | Stadionul Dinamo, Minsk, Belarus                    | Belarus               | 0–1  | 1–3      | Preliminariile Campionatului European de Fotbal 2008   |
| 27. | 8 septembrie 2007  | Stadionul Dinamo, Minsk, Belarus                    | Belarus               | 1–3  | 1–3      | Preliminariile Campionatului European de Fotbal 2008   |
| 28. | 31 mai 2008        | Stadionul Ghencea, București, România               | Muntenegru            | 1–0  | 4–0      | Meci amical                                            |
| 29. | 13 iunie 2008      | Letzigrund, Zürich, Elveția                         | Italia                | 1–0  | 1–1      | Euro 2008                                              |
| 30. | 29 martie 2011     | Stadionul Ceahlăul, Piatra Neamț, România           | Luxemburg             | 1–1  | 3–1      | Preliminariile Campionatului European de Fotbal 2012   |
| 31. | 29 martie 2011     | Stadionul Ceahlăul, Piatra Neamț, România           | Luxemburg             | 2–1  | 3–1      | Preliminariile Campionatului European de Fotbal 2012   |
| 32. | 3 iunie 2011       | Stadionul Giulești, București, România              | Bosnia și Herțegovina | 1–0  | 3–0      | Preliminariile Campionatului European de Fotbal 2012   |
| 33. | 7 octombrie 2011   | Arena Națională, București, România                 | Belarus               | 1–0  | 2–2      | Preliminariile Campionatului European de Fotbal 2012   |
| 34. | 7 octombrie 2011   | Arena Națională, București, România                 | Belarus               | 2–1  | 2–2      | Preliminariile Campionatului European de Fotbal 2012   |
| 35. | 22 martie 2013     | Stadionul Ferenc Puskás, Budapesta, Ungaria         | Ungaria               | 1–1  | 2–2      | Calificările pentru Campionatul Mondial de Fotbal 2014 |

## Palmares

### Dinamo București
- Liga 1 (1): 1999–00

### Juventus
- Serie A (2): 2004–05, 2005–06 (ambele retrase din cauza scandalului Calciopoli)

### Individual
- Guerin d'Oro: 2007
- Fotbalistul român al anului: 2003, 2005, 2007, 2008

## Controverse
În septembrie 2004, înaintea partidei România-Macedonia (scor 2-1), disputată la Craiova, Mutu a plecat alături de alți coechipieri într-un bar de striptease din Bănie. 

În octombrie 2004, în urma unui test antidoping inopinat, Adrian Mutu a fost depistat pozitiv cu cocaină.
Echipa Chelsea Londra i-a reziliat contractul pentru acest motiv, iar Federația Engleză de Fotbal l-a suspendat șapte luni. 
În timpul suspendării, fotbalistul a urmat un tratament la clinica fostului internațional englez Tony Adams. 
În ianuarie, Mutu a fost legitimat la formația italiană Juventus Torino, dar gruparea londoneză a apelat la Tribunalul de Arbitraj Sportiv de la Lausanne pentru a obține compensații de la Mutu, considerând că acesta a prejudiciat echipa prin comportamentul său necorespunzător. 
În luna mai 2006, echipa națională s-a deplasat la un turneu în SUA, iar Mutu l-a jignit pe secundul naționalei de atunci, Ștefan Iovan, iar presa de atunci, a scris că a fost prins după ora admisă într-un local. Atunci Victor Pițurcă antrenorul echipei a declarat că îl va suspenda, dar în toamnă Mutu a reapărut în echipă. Nu l-a mai convocat la amicalul din Spania, întrucât fotbalistul ceruse să vină la reunire cu o zi mai târziu pentru a se reface după botezul fiicei sale. 
În noaptea de 10 spre 11 octombrie 2009, imediat după meciul pierdut de la Belgrad (0-5 cu Serbia), Mutu a plecat din hotelul unde era cazată echipa și s-a dus în Novisad, unde, împreună cu impresarii Becali, s-a întâlnit cu un personaj controversat din localitate și a luat parte la o petrecere. Înainte de meci declarase "E frustrant să fii vecin în clasament cu Insulele Feroe. Nici nu îmi vine a crede ce am ajuns, mă simt umilit, nu rușinat. Nu am făcut-o voit. Nu e vina lui Răzvan, ci doar a noastră". După această partidă, Serbia a obținut calificarea la  Campionatul Mondial.  
Selecționerul Victor Pițurcă a anunțat miercuri seară(10 august 2011), după amicalul cu San Marino, că jucătorii Adrian Mutu și Gabriel Tamaș nu vor mai fi convocați la echipa națională. Decizia lui Pițurcă vine după ce cei doi jucători nu au respectat programul fixat de selecționer în cantonamentul din Italia, dinaintea meciului amical cu San Marino.
Pentru Mutu a fost a treia oară când a fost exclus din națională, fără a se ține cont de suspendările primite pentru consum de droguri, octombrie 2004–mai 2005, și dopaj cu sibutramină în ianuarie–octombrie 2010.

## Viața personală
În anul 2001, Adrian Mutu s-a căsătorit cu Alexandra Dinu, o vedetă de televiziune din România, cu care are un copil, Mario. Cei doi au divorțat în 2003.
În 2005, Mutu s-a căsătorit pentru a doua oară, cu modelul dominican Consuelo Matos Gómez, fiind cununați de către Nicu Gheară, personaj al lumii interlope. Au doi copii împreună, Adriana, născută în 2006, și Maya Vega, născută în 2008.
Conform emisiunii TVR „Mari români” din anul 2006, lansată sub forma unei campanii de identificare a celor mai mari români din toate timpurile, din 100 de „Mari români” aleși de participanți, Adrian Mutu a ieșit pe locul 50.
În anul 2013, Mutu a divorțat de Consuelo Matos Gomez.
Pe 1 ianuarie 2016 Adrian Mutu s-a căsătorit in Cuba cu Sandra Bachici.
Ziaristul italian Matteo Morandini a lansat în anul 2009 o carte biografică despre viața lui Adrian Mutu. Cartea intitulată „Ca nimeni altul” prezintă viața și cariera de fotbalist a lui Mutu, inclusiv perioada de la Chelsea și urmările sale.
Din 2010, antrenorul Răzvan Lucescu a avut rezerve privind convocarea lui la naționala României, motivând aceasta prin atitudinea lui Mutu la meciul cu Serbia din preliminariile CM 2010, când a fost surprins consumând băuturi alcoolice într-un club de noapte din Belgrad.